# عشق دروغ خونریزی (فیلم ۲۰۰۸)
عشق دروغ خونریزی (به انگلیسی: Love Lies Bleeding) فیلمی محصول سال ۲۰۰۸ و به کارگردانی کیت سمپلز است. در این فیلم بازیگرانی همچون برایان گراتی، جینا دوان، کریستین اسلیتر، جیمز مادیو، کریگ شفر، تارا سامرز و جیکوب بارگاس ایفای نقش کرده‌اند.